# Komisar padlega bataljona
Komisar padlega bataljona (1982) je vojni roman Vinka Trinkausa o partizanih Druge grupe odredov in Pohorskega bataljona, ki se iz Dolenjske prebije na Štajersko. Napisan je v obliki dnevnika komisarja Darka.

## Vsebina

### Uvod
Partizanski Štajerski bataljon je želel zaustaviti izseljevanje Slovencev na območju Brežic, a je zaradi slabih vremenskih razmer utrpel večje izgube. Sredi decembra 1941 je bil ustanovljen drugi bataljon in se odpravil na Štajersko. V Spodnjem Tisju se je zapletel v prvi večji spopad z Nemci. Bataljon se je preimenoval v Drugo grupo odredov, ki se je prebila na Štajersko v dveh skupinah.

### Zgodba
Partizane druge grupe odredov so začeli obkoljevati Nemci. V taboru je primanjkovalo hrane, streliva in oblek. Komandant Dolenc je enoto premaknil na vznožje Ratitovca. Zaradi nemške zasede niso mogli prečkati ceste. Zatekli so se med skale pod vzpetino, na kateri so Nemci postavljali prenočišče. Na vzpetini so ugotovili, da nasprotnikov ni veliko, zato so jih napadli. Zbegani Nemci so pobegnili. V taborišču so borci našli zemljevid z označenimi nemškimi položaji, ki jim je pomagal naprej.  
V vasi ob Savi sta komisar Darko in komandant Dolenc poskrbela za hrano. Kmetje so bili sprva nezaupljivi, kasneje pa so se pridružili partizanskemu mitingu. Skrito skladišče hrane so našli izropano. Utrujeni in lačni so nadaljevali pot, ranjence so morali pustiti za sabo. Na planini Dolga njiva so se nameravali srečati s Kokrškim odredom, a so bili tam Nemci. Na zemljevidu so našli tihotapsko pot čez Košuto v Karavankah. Po težkem vzponu so se uspešno izognili sovražnikom in prišli na Koroško, kjer so v vasi dobili prenočišče in hrano. V taboru so jih presenetili Nemci. Partizani so se odločno pognali v napad in si priborili tabor nazaj. 
V bližini Smrekovca so srečali soborce iz Zagorja in komandant Brane se je odločil, da bo iz preostale brigade Druge grupe odredov, Savinjske, Šaleške in Ruške čete izoblikoval novo enoto in se z njo prebil na Štajersko. Partizani so sklenili napasti nemško postojanko v bližini Slovenj Gradca in postojanko Gestapa nad Josipdolom na Pohorju, vendar nobeni skupini napad ni uspel. Na odročnem delu Pohorja so poiskali skrit kraj za prezimitev.
Med obhodom tabora je eden od partizanov opazil v snegu sledi smuči, kasneje je območje preletelo letalo. Po posvetu so se partizani odločili naslednje jutro tabor zapustiti. Zjutraj je stražar Srečo že opazil Nemce, ki so obkoljevali tabor. Začelo se je divje streljanje. Partizani so upali, da jim uspe preboj skozi zasedo. Na poziv, naj se predajo, so borci skupaj zapeli Internacionalo. Nemci so z minometi pobili večino partizanov, zadnjih deset je steklo proti kritju v globeli, kjer pa so ugotovili, da ni več izhoda in so drug drugega postrelili. 